# Pseudocerura thoracica
Pseudocerura thoracica là một loài bướm đêm trong họ Noctuidae.